# دهه ۱۴۳۰ (پیش از میلاد)
دهه ۱۴۳۰ (پیش از میلاد) صد و چهل و سومین دهه قبل از مبدأ شروع تقویم میلادی است.